# Карр, Лиз
Лиз Карр (англ. Liz Carr, род. 21 апреля 1972, Порт-Санлайт, Мерсисайд) — английская актриса, комик, телеведущая и международная активистка за права инвалидов, передвигается в инвалидной коляске с семи лет из-за врожденного множественного артрогрипоза.

## Ранние годы и образование
Лиз родилась 21 апреля 1972 года в Порт-Санлайт и выросла в городе Бебингтон, графство Мерсисайд. Училась в католической школе для девочек Upton Hall School FCJ в Аптоне, и средней школе Беркенхед. Позднее изучала право в Ноттингемском университете.

## Карьера
Лиз работала в жанре комедии и была организатором шоу «Ouch! Podcast», которое удостоилось награды Королевского телевизионного общества. Начала свою актёрскую карьеру в тридцать лет, сыграв в пьесе «Мамаша Кураж и её дети». В 2013 сыграла роль Клариссы Мюллери в знаменитом сериале «Безмолвный свидетель», в 2019 сыграла роль доктора Марлоу Родс в сериале «ОА», в 2020 Лиз сыграла в мини-сериале «Разрабы». В марте 2021 стало известно, что Лиз Карр присоединилась к актёрскому составу сериала от студии Netflix «Ведьмак» в роли Фенн, в декабре того же года Лиз присоединилась к актёрскому составу сериала «Благие знамения» в роли ангела Саракаэля.

## Фильмография
| Год  | Заголовок                     | Роль             |
| ---- | ----------------------------- | ---------------- |
| 2017 | Le Accelerator                | Поставщик смерти |
| 2021 | Бесконечность                 | Гаррик           |
| 2022 | Потом Барбара встретила Алана | Лиз              |

## Телевидение
| Год           | Заголовок              | Роль                | Примечания          |
| ------------- | ---------------------- | ------------------- | ------------------- |
| 2013-2020 гг. | «Безмолвный свидетель» | Кларисса Мюллери    | 79 эпизодов         |
| 2018          | «Отверженные»          | Консьерж            | Эпизод 1.1          |
| 2019          | «ОА»                   | Доктор Марлоу Роудс | 2 серии             |
| 2020          | «Разрабы»              | Лектор              | Эпизод 1.5          |
| 2020          | «Крипты»               | Мэг                 | 2 серии             |
| 2021          | «Ведьмак»              | Фенн                | 2 серии             |
| 2022          | «Будет больно»         | Тина                | Эпизод 1.7          |
| 2023          | «Благие знамения»      | Саракаэль           |                     |
| 2023          | «Локи» (2-й сезон)     | Судья Гэмбл         | Эпизод: «Ouroboros» |